# Daidō Moriyama
Pour les articles homonymes, voir Moriyama (homonymie).
Daidō Moriyama (森山 大道, Moriyama Daidō) est un photographe japonais, né le 10 octobre 1938 à Ikeda, près d'Osaka. Ses photographies témoignent de l’évolution des mœurs dans le Japon de la deuxième moitié du XXe siècle.

## Biographie
Daidō Moriyama nait en 1938 à Ikeda dans la préfecture d'Osaka. En 1955, il quitte l'école et commence à travailler à son compte comme concepteur graphique. Moriyama s'intéresse d'abord à la peinture avant de se tourner définitivement vers la photographie à l'âge de 21 ans.
En 1960, Moriyama est embauché comme assistant par le studio de Takeji Iwamiya  à Osaka. Il étudie aussi l'instantané de rue avec Seiryū Inoue. En 1961, il s'installe à Tokyo où il devient l'assistant d'Eikō Hosoe, l'un des fondateurs de l'agence Vivo.
En août 1965, sa série sur la ville de Yokosuka parue dans la revue Camera Mainichi dirigée par Shōji Yamagishi a un immense écho, et lance véritablement sa carrière. Il fait partie du groupe "Provoke", réuni autour du magazine du même nom, à la fin des années 1960, et publie également dans Asahigraph, Asahi Camera ou encore Weekly Playboy. En 1967, l'Association japonaise des critiques de photographie lui attribue le Prix du débutant.
Le radicalisme de Moriyama fait alors écho aux protestations étudiantes et politiques au Japon, notamment contre la révision du Traité de sécurité nippo-américain. Ce n'est plus le cas dans les années 1970, et son état physique et mental se détériore. Il retrouve l'inspiration en photographiant de simples objets en jouant sur la lumière et l'ombre dans la série Hikari to kage (« Lumière et ombre ») parue dans la revue Shashin jidai, qui publie par la suite plusieurs de ses séries expérimentales.
Dans les années 1990, le fabricant de vêtements Hysteric Glamour publie trois recueils de ses photos baptisés Daido Hysteric. Il se met à voyager, et publie dans les années 2000 les séries Buenos Aires (2005), Hawaii (2007) et Sao Paulo (2009).

## Style
Il travaille au Japon et à New York, mais son quartier de prédilection est Shinjuku, avec ses rues étroites où se mélangent toutes les couches de la population. Il aime s'y promener, prendre et reprendre des photos des mêmes endroits et jouer avec sa mémoire et ses souvenirs. Lorsqu'il déambule, Moriyama entre pour ainsi dire en transe, tout le corps à l'affut. Il se transforme en chasseur d'images ou, pour reprendre ses propres mots, en chien errant.
Une de ses photographies les plus connues est celle d'un mendiant aveugle dans le métro de Tokyo. Au moment du déclic, celui-ci regarde le photographe, c'était un vrai mendiant, mais un faux aveugle.
Moriyama est surtout connu pour ses photographies en noir et blanc, aux contrastes marqués et au fort grain. Ses angles de vue sont originaux, et il aime jouer avec les plans, par exemple en intégrant dans ses photos les inscriptions de la ville, les reflets de fenêtres ou des images publicitaires, plus ou moins défraichies. Parfois ses photos semblent imparfaites, car elles peuvent être floues ou surexposées.
Mais Daido Moriyama est aussi un photographe de nus. Sa première série, datée de 1969, aborde le nu de manière inédite : une dizaine d’images, mal tirées, une femme sans visage et sans identité, sur un lit, les positions sont naturelles, sans fard ni pose. Certaines images proviennent d’un travail de commande pour Playboy, l’édition japonaise. Une fois toutes les deux semaines le magazine publiait ses photos, alternativement, l’autre semaine, était consacrée à Kishin Shinoyama, célèbre figure de la photographie commerciale, qui se fera connaître par ses nus.
Moriyama est aussi l’auteur d’un livre de souvenirs : Mémoires d’un chien.

## Expositions
Liste non exhaustive :
- 1974 : New Japanese Photography, Museum of Modern Art, New York, EUA
- 1974 : Fifteen Photographers, Museum of Modern Art, Tokyo, JP
- 1979 : Japan : A Self-Portrait, International Center of Photography, New York, EUA
- 1999 : Daido Moriyama : Stray Dog, San Francisco, MoMA, EUA
- 2003 : Daido Moriyama, Fondation Cartier pour l'Art Contemporain, Paris, FR
- 2006 : Daido Moriyama, FOA0M Fotografiemuseum, Amsterdam, NL
- 2008 : Retrospective 1965-2005 & Hawaii, Metropolitan Museum of Photography, Tokyo, JP
- 2008 : Far from Home, Galerie Kamel Mennour, Paris, FR
- 2010 : Visioni del Monde, Fondazione Fotografia Modena, Modena, IT
- 2010 : The World Through My Eyes (exposition collective), Fondazione Cassa di Risparmio, Modena, IT
- 2011 : Erotica[7], Galerie Da-End, Paris, FR
- 2011 : Daido Moriyama : On the Road, National Museum of Art, Osaka, JP
- 2012 : William Klein + Daidō Moriyama[8],[9], du 10 octobre 2012 au 20 janvier 2013, Tate modern, Londres, UK
- 2012 : Nippon-ismes[10] (group show), Galerie Da-End, Paris, FR
- 2012 : Daido Moriyama : Fracture, Los Angeles County Museum of Art (LACMA), Los Angeles, États-Unis
- 2013 : LABYRINTH + MONOCHROME, Rencontres de la photographie d'Arles, FR
- 2013 : Mujô-Kan[11] (group show), Galerie Da-End, Paris, FR
- 2014 : Ankoku / Matières Noires[12] (group show), Galerie Da-End, Paris, FR
- 2014 : In Focus : Tokyo (exposition collective), The J. Paul Getty Museum, Los Angeles, US
- 2014 : Mémoires Vives (exposition collective), Fondation Cartier, Paris, FR
- 2014 : Artificial Light: Flash Photography in the Twentieth Century (group show), Philadelphia Museum Art, US
- 2014 : Before and After Night Porter (exposition collective), Tate Britain, Londres, UK
- 2015 : Shooting light, Marrakech Museum of Photography and Visual Arts, Marrakech, MO
- 2015 : Visions of the World, CIAC Centro Italiano Arte, IT
- 2015 : For a New World to Come (exposition collective), The Museum of Fine Arts, Houston, US
- 2016 : Daido Tokyo, Fondation Cartier pour l’art contemporain, Paris, FR
- 2016 : Scandalous, LE BAL, Paris, FR
- 2016 : in Color, Fondazione Sozzai, IT
- 2017 : An unorthodox flow of images (exposition collective), Centre for Contemporary Photography, Melbourne, AU
- 2017 : Between Art and Fashion (exposition collective), Musée des Beaux-Arts, Le Locle, CH
- 2017 : Autophoto (group show), Fondation Cartier, Paris, FR
- 2017 : Mémoire et lumière (exposition collective), Maison Européenne de la Photographie, Paris, FR
- 2017 : Provoke – Between Protest and Performance (exposition collective), The Art Institute of Chicago, Chicago, US
- 2017 : 10 years old (group show), Fondazione Fotografia, Modena, IT
- 2017 : Acs of Intimacy (group show), The Walther Collection, NY, US
- 2017 : Japanese Photography from Postwar to Now (exposition collective), MOMA Museum of Modern Art, San Francisco, US
- 2018 : One Summer Day, Musée Nicéphore-Niépce, FR
- 2018 : I Still Believe in Miracles (exposition collective), Astrup Fearnley Museum of Modern Art, Oslo, NO
- 2018 : Memory and light. Japanese photography, 1950-2000 (exposition collective), Multimedia Art Museum, RU
- 2019 : Time Frames : East Asian Photography (exposition collective), Baltimore Museum of Art, Baltimore, US
- 2019 : Action : Between figuration and abstraction, Centro Andaluz de Arte, Seville, ES
- 2020 : A diary : Daido Moriyama, Fondation Foto Colectania, ES
- 2020 : Moriyama Daido’s Tokyo, Museum of Photography, JP
- 2020 : Tokyo - Die City, Japanisches Kulturinstitut (group show), Salzburg, AT
- 2020 : Die City - Das Land (group show), Museum der Moderne, Salzburg, AT
- 2020 : Hasselblad Award 40 Years - Celebrating Photography (group show), Hasselblad Center, SE
- 2021 : Moriyama – Tomatsu : Tokyo, Maison européenne de la photographie, Paris[13], FR
- 2024 : Celebrating Silver, exposition collective célébrant la beauté et l'impact des tirages obtenus grâce au support de la gélatine argentique, avec des photographies, entre autres, de Richard Avedon, Irving Penn, Don McCullin, Hiro, Horst P. Horst, Jeanloup Sieff, Helmut Newton, Robert Mapplethorpe, Daidō Moriyama, Herb Ritts, Albert Watson, Hamiltons Gallery, Londres, du 7 février au 9 mars 2024 [14],[15]

## Collections
- Museum of Modern Art (MoMA), New York, USA
- Metropolitan Museum of Art, New York, USA
- San Francisco Museum of Modern Art (SFMoMA), San Francisco, USA Getty Museum, Los Angeles, USA
- Museum of Fine Arts, Boston, USA
- Centre Pompidou, Paris, FR
- Albertina Museum, Vienne, AU

## Livres
- Documentary 1-5, Autopublié, 1972-73.
- Another Country, Autopublié, 1974.
- Tales of Tono., Asahi Sonorama, 1976.
- Japan, A Photo Theater II, Asahi Sonorama, 1978.
- Light and Shadow, Tojusha, 1982.
- Memories of a Dog - Places in My Memory, Asahi Shinbunsha, 1984. (Essais)
- A Dialogue with Photography, Seikyūsha, 1985. (Essais)
- A Journey to Nakaji, Sokyusha, 1987.
- Moriyama Daidō 1970-1979, Sokyusha, 1989.
- Lettre à St. Lou, Kawade Shobō Shinsha, 1990.
- Daido hysteric No.4, Hysteric Glamour, 1993.
- Color, Sokyusha, 1993.
- Daido hysteric No.6, Hysteric Glamour, 1994.
- Japan, A Photo Theater (nouvelle édition), Shinchosha, 1995.
- A Dog's Time, Sakuhinsha, 1995.
- Imitation, Taka Ishii Gallery, Tokyo, 1995.
- From/ Toward Photography, Seikyūsha, 1995. (Essais)
- A Dialogue with Photography, (nouvelle édition, revue) Seikyūsha, 1995. (Essais)
- Daido hysteric Osaka No.8, Hysteric Glamour, 1997.
- Moriyama Daidō, Nihon no shashinka 37. Iwanami Shoten, 1997.
- Hunter (reprint), Taka Ishii Gallery, Tokyo, 1997.
- Fragments, Composite Press, Tokyo, 1998.
- Memories of a Dog - Places in My Memory, the final, Asahi Shinbunsha, 1998. (Essais)
- Passage, Wides, 1999.
- Dream of water, Sokyusha, 1999.
- Visions of Japan: Daido Moriyama, Korinsha, Tokyo, 1999.
- Color 2, Sokyusha, Tokyo, 1999.
- Past is every time new, the future is always nostalgic, Seikyūsha, 2000.
- Memories of a Dog - Places in My Memory (nouvelle édition, revue), Kawade Shobo Shinsha, 2001.
- Memories of a Dog - Places in My Memory, the final (nouvelle édition, revue), Kawade Shobo Shinsha, 2001.
- The Japanese Box - Edition facsimile de six rares publications de l'époque Provoke, Edition 7L / Steidl, 2001.
- Platform, Daiwa Radiator Factory and Taka Ishii Gallery, 2002.
- '71- NY Daido Moriyama, PPP Editions, 2002.
- Shinjuku, Getsuyosha, 2002.
- transit, Eyesencia, 2002.
- Daido Moriyama 55, Phaidon Press, 2002.
- Daido Moriyama, The Complete Works, vol. 1, Daiwa Radiator Company, 2003.
- Daido Moriyama: Actes Sud, Foundation Cartier pour l’art contemporain, 2003.
- Remix Kamel Mennour, 2004.
- Daido Moriyama, Guiding Light, 2004.
- Memories of a Dog, Nazraeli Press, 2004.
- Daido Moriyama, The Complete Works vols 2-4, Daiwa Radiator Factory, 2004.
- Wilderness!, Parco, 2005.
- Shinjuku 19XX-20XX Codax, 2005.
- Tokyo, Reflex New Art Gallery, 2005.
- Buenos Aires, Kōdansha, 2005.
- Lettre à St. Lou, Kawade Shobo Shinsha, 2005.
- Shinjuku Plus, Getsuyosha, 2006.
- Record no. 6, Akio Nagasawa, 2006.
- t-82, PowerShovelBooks, 2006.
- it, Rat Hole, 2006.
- Farewell Photography, PowerShovelBooks, 2006.
- Snap (Record extra issue No. 1), Akio Nagasawa, 2007.
- Record no. 8, Akio Nagasawa, 2007.
- Kagero & Colors, PowerShovelBooks, 2007.
- Hawaii, Getsuyosha, 2007.
- Osaka Plus, Getsuyosha, 2007.
- Erotica, Asahi Shinbunsha, 2007.
- Record no. 7, Akio Nagasawa, 2007.
- Tales of Tono, Kōbunsha, 2007.
- Yashi, Fondation Cartier pour l’art contemporain, Paris, and Taka Ishii Gallery, Tokyo, 2008.
- Daido Moriyama : Record 14, 15, 16 & 17 (Akio Nagasawa Publishing, 2010) (4 livrets)
- Paris 88/89, Poursuite, 2012
- Mémoires d’un chien, Delpire Éditeur, 2016[16])